# Marek Konkolewski
Marek Konkolewski (ur. 22 maja 1968 w Kartuzach) – polski urzędnik, inspektor Policji, ekspert w zakresie ruchu drogowego, dyrektor Centrum Automatycznego Nadzoru nad Ruchem Drogowym w latach 2017–2018, od 2025 pełniący obowiązki zastępcy Głównego Inspektora Transportu Drogowego.

## Życiorys
Absolwent I Liceum Ogólnokształcącego im. Marii Skłodowskiej-Curie w Starogardzie Gdańskim i Wyższej Szkoły Policji w Szczytnie. W latach 1992–1994 studiował na Wydziale Prawa i Administracji Uniwersytetu Szczecińskiego, magisterium uzyskał w 2000 na Wydziale Nauk Społecznych Uniwersytetu Gdańskiego. Uzyskał m.in. uprawnienia egzaminatora państwowego na prawo jazdy kategorii B (2001).
W latach 1991–2002 był funkcjonariuszem komendy wojewódzkiej Policji w Gdańsku. Związany z Komendą Główną Policji w latach 2002–2004 i 2008–2017, kiedy był radcą w biurze prewencji i ruchu drogowego. W latach 2004–2008 zajmował stanowiska eksperckie w strukturach Komendy Stołecznej Policji, w 2007 pełnił funkcję zastępcy rzecznika prasowego komendanta stołecznego. W styczniu 2017 przeszedł na emeryturę.
W lutym 2017 został dyrektorem Centrum Automatycznego Nadzoru nad Ruchem Drogowym. 6 września 2018 zakończył pracę w Głównym Inspektoracie Transportu Drogowego. Następnego dnia został ogłoszony kandydatem Koalicji Obywatelskiej na prezydenta Starogardu Gdańskiego w wyborach samorządowych w tym samym roku (jako kandydat bezpartyjny). Zdobył 15,02% poparcia, zajmując drugie miejsce i przegrywając już w pierwszej turze z ubiegającym się o reelekcję Januszem Stankowiakiem. W tych samych wyborach uzyskał mandat radnego miasta, z którego zrezygnował w kwietniu 2021.
W lutym 2025 został pełniącym obowiązki zastępcy Głównego Inspektora Transportu Drogowego.
Jako ekspert w zakresie ruchu drogowego został częstym komentatorem w mediach. W listopadzie 2010 był jedną z pięciu najczęściej proszonych o komentarz osób dla głównych serwisów informacyjnych Telewizji Polskiej, TVN i Polsat.

## Życie prywatne
Mieszka na stałe w Starogardzie Gdańskim.

## Odznaczenia
- Brązowy Krzyż Zasługi (2003)[10]
- Srebrny Krzyż Zasługi (2011)[11]
- Medal Gloria Intrepidis et Animi Promptis (2011)[12]